# Mein Freund Hitler

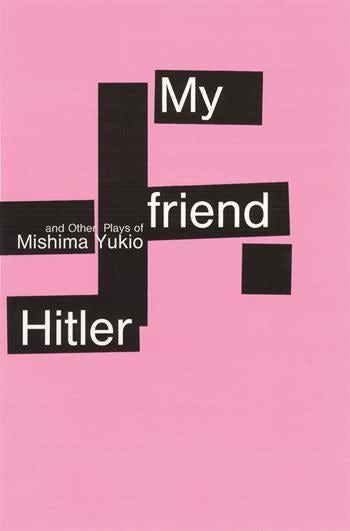
Cover der englischen Erstausgabe von Mein Freund Hitler.

Mein Freund Hitler (わが友ヒットラー, Waga Tomo Hittorā) ist ein am 5. Dezember 1968 veröffentlichtes neoklassizistisches, humoristisches Theaterstück in drei Akten. Es wurde vom japanischen Schriftsteller Yukio Mishima verfasst und erschien in mehreren Sprachen auch in Buchform.
Mein Freund Hitler folgt im Stil historischer Fiktion den vier politischen Persönlichkeiten Adolf Hitler, Ernst Röhm, Gustav Krupp und Gregor Strasser um die Zeit des Röhm-Putsches und der Nacht der langen Messer. Die Geschichte schildert die Gedanken, Wünsche und Ziele der vier Charaktere kurz vor und nach den tragischen Ereignissen. Mishima legte Wert darauf, nicht die Politik in den Vordergrund zu stellen, sondern vor allem Themen wie Freundschaft, Liebe, Schönheit und Verrat – insbesondere in der Beziehung zwischen Röhm und Hitler – zu behandeln.
Das Stück erschien als Begleitwerk zum 1965 veröffentlichten Madame de Sade. Während dort alle Charaktere weiblich waren, diskutiert in Mein Freund Hitler ein vollständig männlicher Cast über Schönheit und Faschismus. Nach eigenen Aussagen wollte Mishima damit Kritiker bloßstellen, die ihm unterstellten, dasselbe Kunststück nicht auch mit dem anderen Geschlecht vollbringen zu können.
Zu seinem Erscheinen erhielt Mein Freund Hitler positive Kritiken. Aufgrund seines gewagten Themas wurde es im Ausland aber nur vereinzelt aufgeführt, innerhalb Japans hingegen wird es bis heute gespielt. Die ethische Einordnung variiert; einige Rezensenten ordnen das Stück als „antifaschistisch“ ein, während andere meinen, es „huldige Faschismus.“
Die deutsche Übersetzung erschien 2013 beim Belleville-Verlag, München als Hardcover (ISBN 978-3-923646-75-3). Für die Übersetzung waren Antje Seilel und Olaf Möller zuständig.

## Charaktere
- Adolf Hitler

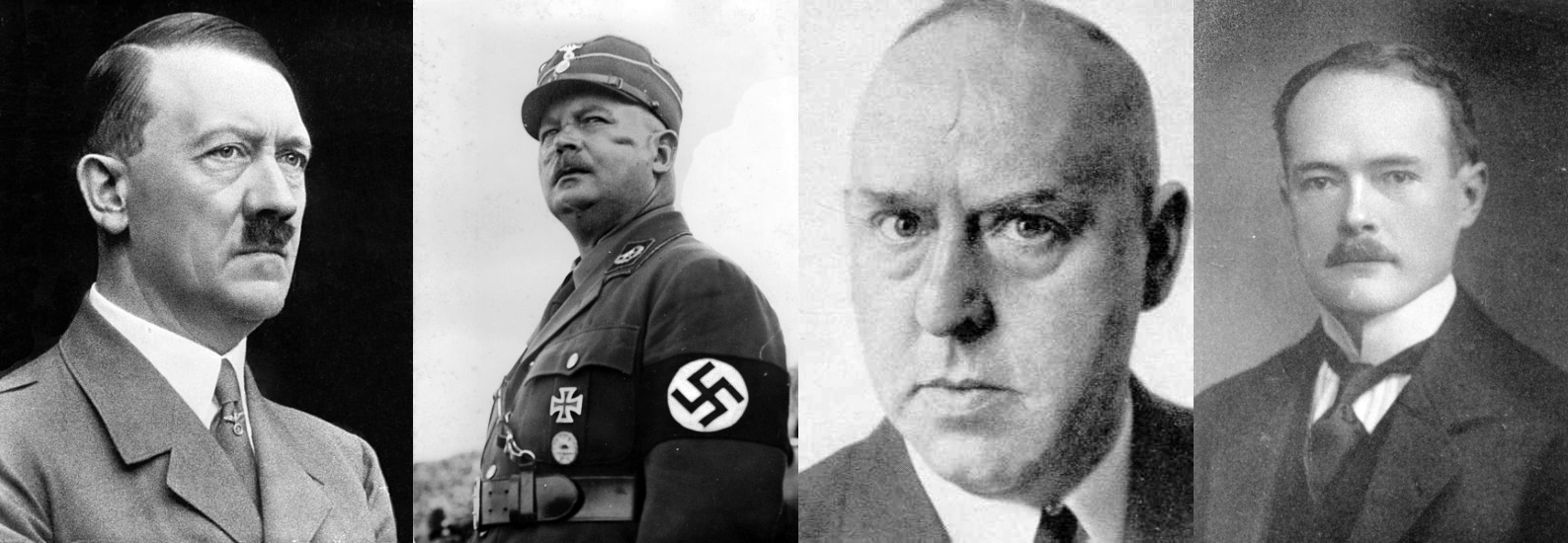
Von links nach rechts: Adolf Hitler, Ernst Röhm, Gregor Strasser, Gustav Krupp.

  - Der Reichskanzler Deutschlands und Vorsitzender der NSDAP. Er repräsentiert Rechtsextremismus und Militarismus.

- Ernst Röhm
  - Sturmabteilungs-Führer Röhm ist ein rechtsextremer Soldat und glaubt, Hitler sei sein Freund. Von ihm stammt auch der Titel des Stücks.

- Gregor Strasser
  - Reichsorganisationsleiter der NSDAP und in ökonomischer Hinsicht Sozialist. Er repräsentiert die sogenannten „Nazi-Linken“ („Strasserismus“).

- Gustav Krupp
  - Der Aufsichtsratsvorsitzende einer Stahlfabrik und Symbol für den sogenannten „Todeskaufmann“ (en. „merchant of death“).

## Aufbau

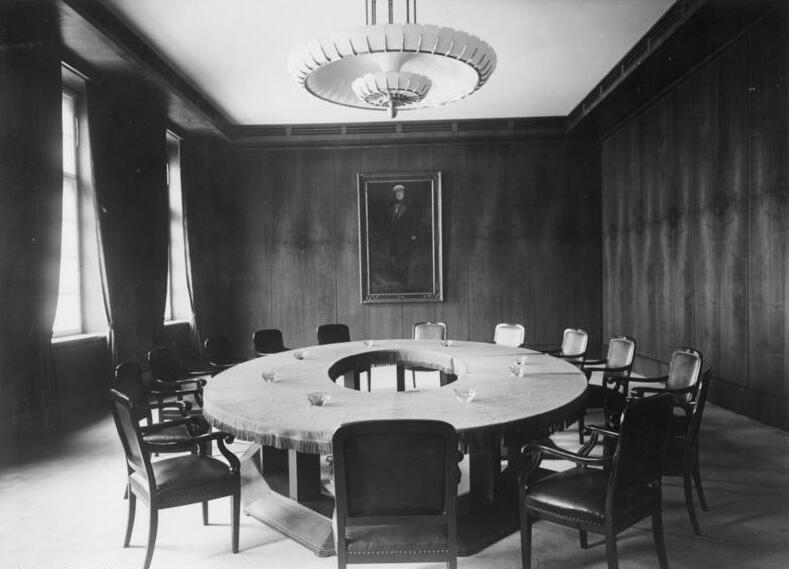
Der Sitzungssaal in der Reichskanzlei um 1930.

Das Theaterstück erfolgt in drei Akten:
- Der erste Akt spielt am 1. Juni 1934.
- Der zweite Akt spielt am nächsten Morgen, den 2. Juni 1934.
- Der Schlussakt spielt am 30. Juni 1934 um Mitternacht, der sogenannten Nacht der langen Messer.

Die vier Charaktere sind nur in den ersten beiden Akten gemeinsam zu sehen. Im dritten Akt kommen Ernst Röhm und Gregor Strasser nicht mehr vor.
Die Bühne ist in jedem Akt das Büro des Reichskanzlers in Berlin. In seinem Skript benutzt Mishima den altertümlichen und im Ausland geläufigeren Ausdruck „Saal des Reichsministerpräsidenten“.

## Handlung

### Erster Akt
1. Juni 1934 im Saal des Reichsministerpräsidenten, Berlin, auf dem Balkon: Hitler, Vorsitzender der NSDAP und seit einem Jahr Reichskanzler, hält eine öffentliche Rede. Seine beiden Freunde Gustav Krupp und Ernst Röhm betreten die Bühne, um Hitlers Rede zu begutachten.
Sie diskutieren über das „Eisenbukett“, eine Metapher Krupps, um den industriellen Fortschritt zu beschreiben. Zum Ende der Rede stellen sich beide die Frage, wie die neuen Fortschritte genutzt werden können, um Hitler zu einem besseren Führer zu machen.
Gregor Strasser betritt die Bühne, ein langjähriges Parteimitglied und innig mit Röhm verfeindet. Krupp bezeichnet ihre Beziehung als die „eines Hundes und einer Katze.“ Strasser argumentiert, dass alle durch den Krieg erwirtschafteten Profite zurück an das Volk verteilt werden müssen, worauf Röhm wütend wird und ihn einen Sozialisten nennt.
Als die Rede fertig ist, schließt sich Hitler der Gruppe an und erfragt die Reaktionen des Publikums. Die Gruppe sagt ihm, seine Rede wäre ausgezeichnet. Röhm nennt ihn gar einen „Künstler.“

### Zweiter Akt
2. Juni 1934, nächster Morgen, im Saal des Reichsministerpräsidenten in Berlin: Nach dem Frühstück trifft sich Hitler mit Röhm und empfiehlt ihm, eine Auszeit von seiner Tätigkeit als Führer der Sturmabteilung zu nehmen. Er bittet ihn solange Krankheit und Waffenstillstand zu simulieren, bis der derzeitige Reichspräsident Paul von Hindenburg stirbt und Hitler neuer Präsident wird.
Hitler, durch die Absprache nun Kommandant der Armee, verfolgt den Plan unbequeme Abweichler innerhalb der Partei auszuschalten. Er redet allein mit Röhm über den „engen Verbund ihrer Freundschaft“ und dass er bedauert so beschäftigt zu sein, dass er „kaum noch Zeit“ hat, sich mit ihm wie in den „guten alten Zeiten“ nur so zu unterhalten. Er beschließt für einen Tag eine Auszeit von der Politik zu nehmen, um Zeit mit Röhm verbringen zu können:

„Unabhängig vom Alter ist die wichtigste Quelle der jugendliche Leichtsinn. Dank daran! Behalte ihn dir, zumindest für dich und deine Freunde.“

Hitler verlässt die Szene. Nachdem er das Gespräch belauscht hatte, kommt Krupp zu Röhm. Er verspottet Röhms Hingabe zu Hitler und sagt: „Du siehst aus, als wärst du von einem Blitz getroffen worden.“ Röhm ist beschämt und bittet ihn heraus.
Strasser kommt hinzu und schlägt Röhm ein strategisches Umdenken vor, um sich nicht zu sehr von Hitler abhängig zu machen. Er warnt ihn: „So wie ich ihn einschätze, könnte er uns jederzeit töten.“ Trotz intensiver Diskussionen weigert sich Röhm, Strassers Prognosen Gehör zu verleihen. Er macht deutlich, dass er kein Interesse an einem Plan hat, der Hitler hintergeht.

### Dritter Akt
30. Juni 1934 um Mitternacht im Saal des Reichsministerpräsidenten, Berlin: Im Rahmen der Nacht der langen Messer respektive des Röhm-Putsches hat Hitler sowohl Strasser als auch Röhm töten lassen.
Hitler ruft Krupp in sein Büro, um sich zu rechtfertigen. Dieser sagt aber: „Adolf, gut gemacht. Du hast mit dem zurückgegebenen Schwert links und rechts von dir geschnitten.“ Hitler nickt zustimmend und sagt: „Es stimmt, in der Politik muss man den Mittelweg gehen.“

## Erklärung des Titels
Mein Freund Hitler sorgte bei Erscheinen für Verwirrung, da viele Rezensenten dachten, Mishima spreche aus seiner Sicht. Tatsächlich ist der Titel aus Sicht Röhms gesprochen, der bis zu seinem tragischen Tod fest an seine Freundschaft mit Hitler geglaubt hatte. Durch den Titel wird auch das zentrale Thema des Theaterstücks deutlich, das sich nicht etwa um Politik, sondern um Werte wie Freundschaft, Liebe und Verrat dreht.

## Themen
Mishima äußerte seinen Wunsch, aus Mein Freund Hitler kein politisches Drama zu machen, sondern universellere Themen wie Freundschaft, Liebe, Loyalität und Verrat zu behandeln.

### Verwischte Grenze zwischen Männlichkeit und Weiblichkeit
Nach seinem internationalen Großerfolg mit Madame de Sade fühlte sich Mishima herausgefordert, ein männliches Pendant zu erschaffen. Ihm war dabei wichtig, auch thematische Überschneidungen zu finden, um die „Grenze zwischen Männlichkeit und Weiblichkeit zu verwischen.“.

„Die Eleganz, das Unbehagen, Sexualität und die Keuschheit der verschiedenen Frauen in Madame de Sade entsprechen der Sturheit, der Leidenschaft, der sexuellen Phantasie und der Freundschaft der verschiedenen Männer in Mein Freund Hitler. Die Madame de Sade wie auch Röhm werden von Eros bis an die Grenzen ihrer Liebe gedrängt, so sehr an die Grenze, dass die Schönheit der Liebe in die Tragödie der Liebe umzuschwenken droht. Die Madame lehnt die Tragödie ab, Röhm hingegen verfällt der Tragödie und stirbt.“

### Schönheit als Etwas, das zerstört werden muss

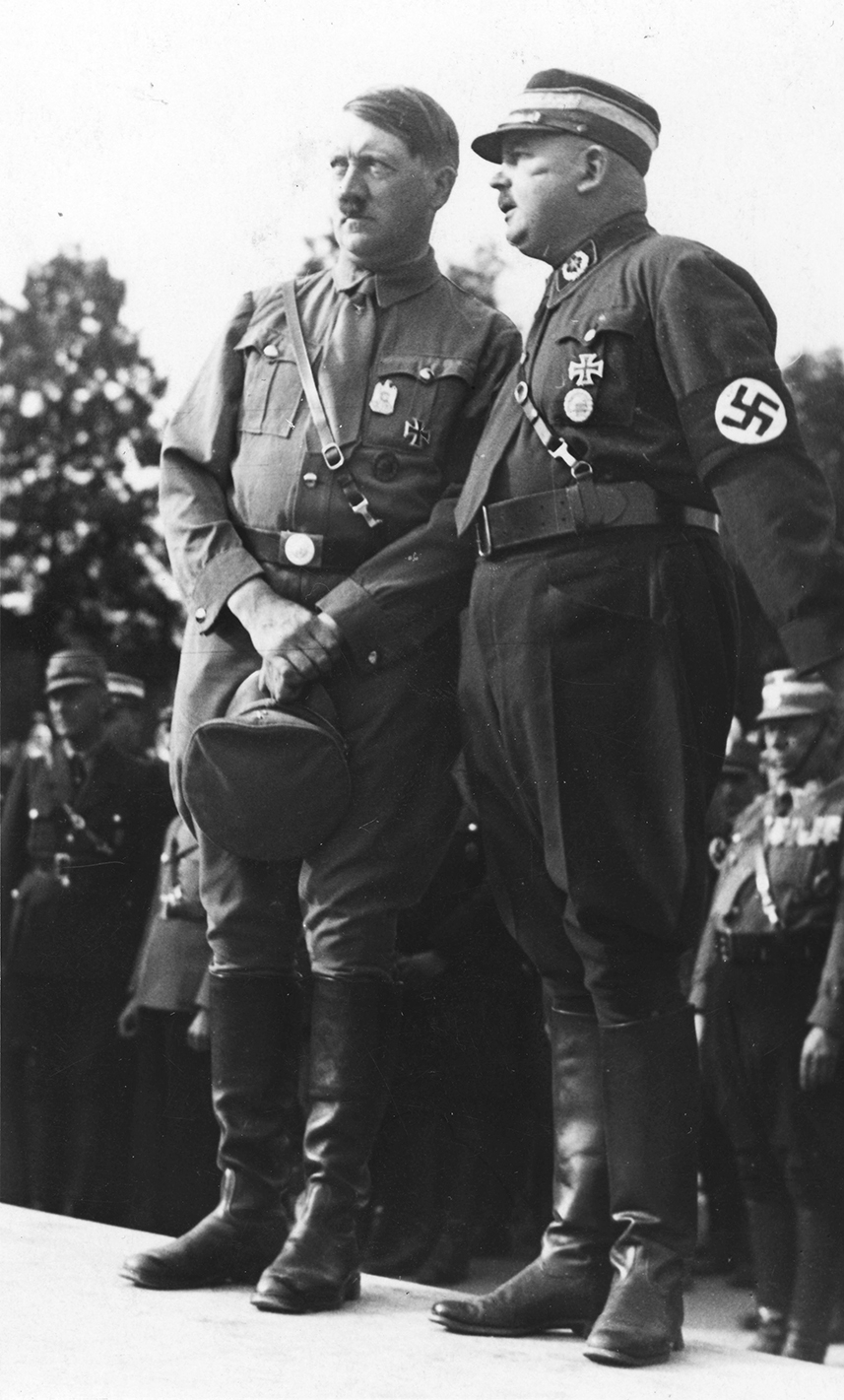
Adolf Hitler und Ernst Röhm im Jahr 1933. Die Schönheit, die Röhm in seinem vermeintlichen Freund gesehen hat, soll Mishima nach das gewesen sein, was letzten Endes zu seinem Tod führte.

Mishima fasst damit auch seine altbekannte Theorie auf, dass Schönheit als ambivalentes Konzept zerstört worden muss, bevor es das Selbst korrumpiert. Ein Thema, das er prominent in Bekenntnisse einer Maske und Der Tempelbrand behandelte und auch in seinem eigenen Tod auslebte. Röhm sah Schönheit in seinem Freund Hitler, sei es romantisch oder platonisch und anstatt diese zerstören, hat er sich ihr komplett hingegeben, sodass er am Ende sterben musste.
Die homoerotischen Aspekte, sowie die Motive von Vertrauen und Verrat betrachtete er als Analogie auf Ōkubo Toshimichi und Saigō Takamori:

„Röhm war so sehr von seiner eigenen Loyalität gelähmt, dass ihm keine Radikalität der Welt geholfen hat. Er ist zu einem langweiligen Dauer-Revolutionär geworden. Diese Tragödie vergleiche ich gerne mit der von Ōkubo Toshimichi und Saigō Takamori.“

### Wahre Freundschaft
Ein weiteres Thema ist die Frage nach „wahrer Freundschaft“. Inspiriert wurde Mishima durch seinen eigenen Bekanntenkreis, der sich nach seinem internationalen Durchbruch vor allem durch „falsche beste Freunde“ erweitert hatte. Mishima verknüpfte den „Charme“ und die „Heuchelei“ dieser Personen zu denen in Mein Freund Hitler. Ein wahrer Freund sei jemand wie Strasser, der ein „ehrlicher Mensch“ war und „Hitlers Verrat im Voraus erkennen wollte.“

### Ehrenhafter Tod
Mishima wiederholte häufig, dass er sich nach einem „ehrenhaften Tod“ sehnte. Dieser sei nur erreichbar, wenn man nach seinen Prinzipien stirbt. Das heißt, wenn man von einem „Mann der Worte“ zu einem „Mann der Taten“ geworden ist (dieses Konzept behandelt er im Detail in seinem Essay Sonne und Stahl).
Um nach seinen Prinzipien sterben zu können, müsse ein „ehrlicher, gerechter und glaubwürdiger Mensch“ sein, anstatt eines „freundliche, loyalen Heuchlers.“ Dies habe Strasser erreicht, während Röhm „in Schande“ gestorben ist:

„Auch wenn Röhm ein Kämpfer war, war er ein Dummkopf. Er war sich der Möglichkeit von Hitlers Verrat bewusst, aber hat trotzdem naiv an seinen Freund Hitler geglaubt. Er nahm in Kauf als Idiot zu sterben, anstatt seine Vision zu erschüttern und als Gefahr zu laufen, seinen Freund Hitler zu enttäuschen. Strasser hingegen war ein ehrenhafter Mensch. Er wurde zwar auch verraten, aber er kämpfte bis zum Ende für seine Prinzipien. Sein Tod war damit ein ehrenvoller, während Röhm in Schande starb.“

### Kritik am „guten Menschen“
Ein weiteres zentrales Thema war, wie Mishima es nannte, der „Wahnsinn getarnt als Vernunft“, nach dem „selbst unter den ruhigsten und vernünftigsten Menschen“ mehr Rücksichtslosigkeit stecke als „unter dem sogenannten Verrückten.“ Diese würden das aber nicht anerkennen wollen und Hitler stattdessen als „Verrückten“ abstempeln, anstatt sich mit der Wurzel des Problems auseinanderzusetzen:

„Die „guten, vernünftigen Menschen“ möchten Hitler zu einem Aussätzigen machen. Zu jemandem, der natürlich nichts mit ihnen zu tun hat. Sie machen es sich bequem in ihrem angeblichen Humanismus, aber Hitler lebt auch in ihnen. Auch du könntest eventuell Hitlers Freund sein.“

## Politische Implikationen
Der Satz „Es stimmt, in der Politik muss man den Mittelweg gehen“ sorgte bei Erscheinen des Stücks für rege Diskussionen. Mishima selbst behauptete, mehrere Interpretationen für den Satz zu unterstützen. In seiner Nachschrift für die Erstausgabe von Mein Freund Hitler gab er dabei eine, die Parallelen zwischen dem Hitler-Regime und Japan zieht:

„Um ein totalitäres System zu errichten, müssen die Augen des Volkes zuvor mit der Illusion des „Zentrismus“ geblendet worden sein. Auch Hitler hat das erkannt und deshalb im Sommer 1934 den rechten und linken Rand abgeschnitten, also sowohl den todesloyalen Militaristen Röhm, als auch den linken Abweichler Strasser. Anderenfalls wäre die Vision des Zentrismus nicht überzeugend gewesen. In Japan dauerte dieses Abschneiden beinahe zehn Jahre, angefangen mit den linken Razzien und beendet mit dem Februar-Putsch. Hitler hat es über Nacht hinbekommen. Hierin liegt auch sein politisches Genie.“

Die Formulierung „Hierin liegt (Hitlers) politisches Genie“ sorgte für Kontroversen und führte zu massenhaften Distanzierungen von dem ohnehin schon immer politischer gewordenen Autor. In seinem Memorandum zu Marquis de Sade und Mein Freund Hitler stellte Mishima seine persönliche Meinung zu Hitler klar:

„Hitler war ein politisches Genie, da steh ich hinter. Er war aber kein Held. Ihm fehlt gänzlich die Ehre und der Glanz, den ein Held braucht. Hitler ist so düster wie das 20. Jahrhundert an sich.“

## Hintergrund

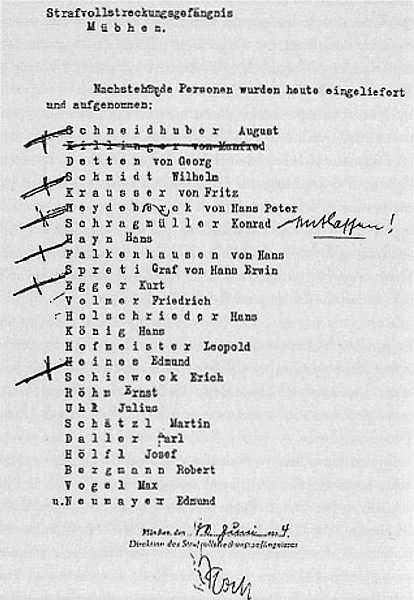
Liste der Strafvollzugsanstalt Stadelheim in München mit den dort am 30. Juni 1934 eingelieferten Personen. Die sechs auf Befehl Hitlers an diesem Tag erschossenen Personen wurden von der Direktion mit Kreuzen abgehakt.

### Inspiration und Schreibprozess
Mishima wurde zu der Geschichte inspiriert, als er Hitler: A Study in Tyranny von Alan Bullock gelesen hatte. Mishima interessierte vor allem die Geschichte um den Röhm-Putsch. In einem Interview bekräftigte er: „Ich war vor allem Röhm emotional verbunden und wollte seinen Charakter mit japanischer Psychologie durchdringen. Anstatt für Hitler, interessierte ich mich für den Röhm-Vorfall.“
Mishima schrieb insgesamt vier Monate an dem Stück. Die Arbeiten liefen dabei Großteils parallel zu seinem Roman Leben zu verkaufen. Die meisten der Konzepte hatte er aber bereits um den Zeitraum von Madame de Sade herausgearbeitet.

### Chronologie der Veröffentlichung
Passagen aus Mein Freund Hitler wurden 1968 in der Dezemberausgabe der Literaturzeitschrift Bungakukai abgedruckt. Die Vollbuchveröffentlichung erfolgte am 5. Dezember 1968 bei Shinchosha. Das Stück feierte seine Premiere am 18. Januar 1969 in der Kinokuniya Halle in Tokio.
Die deutscher Übersetzung erschien 2013 beim Belleville-Verlag, München als Hardcover (ISBN 978-3-923646-75-3). Für die Übersetzung waren Antje Seilel und Olaf Möller zuständig.

## Rezeption
Mein Freund Hitler erhielt positive Bewertungen zu seinem Erscheinen und konnte innerhalb Japans Mishimas Erfolg mit Madame de Sade wiederholen. Im Ausland hingegen wurde das Stück, vor allem wegen seines tabuisierten Themas, nur vereinzelt vorgeführt. Doch selbst innerhalb der positiven Rezensionen äußerten einige Unbehagen über die ethische Vertretbarkeit einiger Passagen des Stücks.
Yasusaburo Akiyama etwa lobte das Stück als „wunderschöne Erzählung über Freundschaft, Liebe und Verrat“, kritisierte aber den Anfang, der das Publikum „zum Hitlergruß“ animiere. Kojima Nobuo verteidigte diese stilistische Entscheidung, da sie „den Bezug zu Hitler“ simulieren soll, dem auch Röhm unterlag. Des Weiteren lobte er das Stück dafür, dass es ihn erfüllt habe „wie zuvor nur Shakespeare.“
Maiko Minako bezeichnete den Umstand, dass sich Mishima mehr für Röhm als Hitler interessierte, als „Segen.“ Er habe sich Röhm „emotional verbunden“ gefühlt, wodurch auch das Ende tragischer käme. Die letzte Zeile Hitlers bezeichnete er als „beeindruckende Demonstration von Mishimas Finesse.“

## Adaption
Im Jahr 2000 erstellte der Bayerische Rundfunk in einer Co-Produktion mit dem Bayerischen Staatsschauspiel Marstall unter dem Titel Waga tomo Hittora - Mein Freund Hitler eine Hörspielfassung, die in Form einer szenischen Lesung bearbeitet und live gesendet wurde. Die Übersetzung stammte von Antje Seidel und Olaf Moeller. Die Bearbeitung übernahm Michael Farin, der auch die Regie führte. Die Sprecher waren Claude-Oliver Rudolph, Manfred Zapatka, Wolfgang Hess und Stephan Rabow. Die Erstausstrahlung (Livesendung) fand am 8. März 2000 statt. Die Abspieldauer beträgt 87'32 Minuten.